# Уве Луліс
Уве Луліс (нар. 6 грудня 1965) німецький гітарист і основний учасник і продюсер хеві-метал гурту Rebellion, починаючи з 2000 року.
Також він був гітаристом гурту Grave Digger протягом 13 років, і був співавтором багатьох пісень записаних гуртом. Після покидання Grave Digger, Луліс разом з бас-гітаристом Томі Готтліхом сформували гурт Rebellion.
Уве відомий продюсер і власник студії Black Solaris Studios. Він продюсував такі гурти, як Wizard, Paragon, Montany.
У жовтні 2008 року Луліс зламав праву ногу у аварії на мотоциклі. Йому було зроблено дві операції. Через це, Rebellion використовував лише одного гітариста на запланованих заходах.
Разом з двома іншими учасниками, Луліс залишив Rebellion у 2010 році.

## Дискографія

### З Digger (1987)
- Stronger Than Ever (1987)

### З Grave Digger (1987–2000)
- The Reaper (1993)
- Symphony Of Death (1993)
- Heart of Darkness (1995)
- Tunes of War (1996)
- The Dark Of The Sun (EP) (1997)
- Knights of the Cross (1998)
- Excalibur (1999)

### З Rebellion (2000–2010)
- Shakespeare's Macbeth — A Tragedy in Steel (2002)
- Born a Rebel (2003)
- Sagas of Iceland — The History of the Vikings Volume 1 (2005)
- Miklagard [Single] (2006)
- Miklagard — The History of the Vikings Volume 2 (2007)
- Arise: From Ginnungagap to Ragnarök — The History of the Vikings Volume 3 (2009)